# Microcerberus thracicus
Microcerberus thracicus är en kräftdjursart som beskrevs av Cvetkov 1964. Microcerberus thracicus ingår i släktet Microcerberus och familjen Microcerberidae. Inga underarter finns listade i Catalogue of Life.